# Mała Huta (województwo podlaskie)
Mała Huta – wieś w Polsce położona w województwie podlaskim, w powiecie suwalskim, w gminie Suwałki.
Do 1954 roku miejscowość należała do gminy Huta. W latach 1975–1998 miejscowość administracyjnie należała do województwa suwalskiego.